# Cina ai XVI Giochi paralimpici estivi
La Cina ha partecipato ai XVI Giochi paralimpici estivi che si sono svolti a Tokyo, in Giappone, dal 24 agosto al 5 settembre 2021, con una delegazione di 251 atleti che gareggiano in 20 discipline differenti.

## Medaglie
| Riepilogo quotidiano | Riepilogo quotidiano | Riepilogo quotidiano | Riepilogo quotidiano | Riepilogo quotidiano | Riepilogo quotidiano |
| Giorno               | Data                 | Oro                  | Argento              | Bronzo               | Totale               |
| -------------------- | -------------------- | -------------------- | -------------------- | -------------------- | -------------------- |
| 1º                   | 25                   | 5                    | 1                    | 2                    | 8                    |
| 2º                   | 26                   | 3                    | 4                    | 8                    | 15                   |
| 3º                   | 27                   | 11                   | 6                    | 4                    | 21                   |
| 4º                   | 28                   | 11                   | 10                   | 12                   | 33                   |
| 5º                   | 29                   | 5                    | 5                    | 1                    | 11                   |
| 6º                   | 30                   |                      |                      |                      |                      |
| 7º                   | 31                   |                      |                      |                      |                      |
| 8º                   | 1                    |                      |                      |                      |                      |
| 9º                   | 2                    |                      |                      |                      |                      |
| 10º                  | 3                    |                      |                      |                      |                      |
| 11º                  | 4                    |                      |                      |                      |                      |
| 12º                  | 5                    |                      |                      |                      |                      |
| Totale               | Totale               | 0                    | 0                    | 0                    | 0                    |

### Medagliere per disciplina
| Sport            | Oro | Argento | Bronzo | Totale |
| ---------------- | --- | ------- | ------ | ------ |
| Atletica leggera | 27  | 13      | 11     | 51     |
| Badminton        | 5   | 3       | 2      | 10     |
| Boccia           | 0   | 1       | 0      | 1      |
| Canottaggio      | 0   | 0       | 1      | 1      |
| Ciclismo         | 3   | 4       | 3      | 10     |
| Goalball         | 0   | 1       | 0      | 1      |
| Judo             | 0   | 0       | 1      | 1      |
| Nuoto            | 19  | 19      | 18     | 56     |
| Pallacanestro    | 0   | 1       | 0      | 1      |
| Pallavolo        | 0   | 1       | 0      | 1      |
| Powerlifting     | 7   | 6       | 0      | 13     |
| Scherma          | 11  | 4       | 5      | 20     |
| Taekwondo        | 0   | 0       | 1      | 1      |
| Tennistavolo     | 16  | 4       | 6      | 26     |
| Tiro             | 4   | 2       | 0      | 6      |
| Tiro con l'arco  | 4   | 1       | 3      | 8      |
| Totale           | 96  | 60      | 51     | 207    |

### Medaglie d'oro
| Medaglia | Nome                                        | Sport            | Evento                                       |
| -------- | ------------------------------------------- | ---------------- | -------------------------------------------- |
| Oro      | Li Hao                                      | Scherma          | Sciabola maschile individuale – Categoria A  |
| Oro      | Feng Yanke                                  | Scherma          | Sciabola maschile individuale – Categoria B  |
| Oro      | Bian Jing                                   | Scherma          | Sciabola femminile individuale – Categoria A |
| Oro      | Tan Shumei                                  | Scherma          | Sciabola femminile individuale – Categoria B |
| Oro      | Zhang Li                                    | Nuoto            | 200 m stile libero femminili S5              |
| Oro      | Guo Lingling                                | Powerlifting     | Donne – Categoria 41 kg                      |
| Oro      | Zhang Li Zheng Tao Yuan Weiyi Lu Dong       | Nuoto            | Staffetta mista 4×50 m stile libero 20 punti |
| Oro      | Tan Shumei                                  | Scherma          | Spada individuale femminile – Categoria B    |
| Oro      | Zhou Xia                                    | Atletica leggera | 100 m donne T35                              |
| Oro      | Qi Yongkai                                  | Powerlifting     | Uomini – Categoria 59 kg                     |
| Oro      | Dong Feixia                                 | Atletica leggera | Lancio del disco femminile F55               |
| Oro      | Hu Dandan                                   | Powerlifting     | Donne – Categoria 50 kg                      |
| Oro      | Li Zhangyu                                  | Ciclismo         | Crono maschile C1–3                          |
| Oro      | Zheng Tao                                   | Nuoto            | 50 m farfalla maschili S5                    |
| Oro      | Lu Dong                                     | Nuoto            | 50 m farfalla femminili S5                   |
| Oro      | Wen Xiaoyan                                 | Atletica leggera | 200 m donne T37                              |
| Oro      | Liu Lei                                     | Powerlifting     | Uomini – Categoria 65 kg                     |
| Oro      | Bian Jing Tan Shumei Rong Jing              | Scherma          | Spada a squadre femminile                    |
| Oro      | Di Dongdong                                 | Atletica leggera | Salto in lungo maschile T11                  |
| Oro      | Liu Cuiqing                                 | Atletica leggera | 400 m donne T11                              |
| Oro      | Tan Yujiao                                  | Powerlifting     | Donne – Categoria 67 kg                      |
| Oro      | Liu Yu                                      | Nuoto            | 150 m individuali misti femminili SM4        |
| Oro      | Cai Liwen                                   | Nuoto            | 100 m dorso femminili S11                    |
| Oro      | Sun Gang                                    | Scherma          | Fioretto individuale maschile – Categoria A  |
| Oro      | Feng Panfeng                                | Tennistavolo     | Individuale maschile – Classe 3              |
| Oro      | Feng Yanke                                  | Scherma          | Fioretto individuale maschile – Categoria B  |
| Oro      | Chen Minyi Zhang Tianxin                    | Tiro con l'arco  | Arco composto misto W1                       |
| Oro      | Liu Jing                                    | Tennistavolo     | Individuale femminile – Classe 1-2           |
| Oro      | Gu Haiyan                                   | Scherma          | Fioretto individuale femminile – Categoria A |
| Oro      | Liu Li                                      | Atletica leggera | Lancio della clava maschile F32              |
| Oro      | Zhou Ying                                   | Tennistavolo     | Individuale femminile – Classe 4             |
| Oro      | Yao Juan                                    | Atletica leggera | Lancio del disco femminile F64               |
| Oro      | Shi Yiting                                  | Atletica leggera | 200 m donne T36                              |
| Oro      | Yan Shuo                                    | Tennistavolo     | Individuale maschile – Classe 7              |
| Oro      | Mao Jingdian                                | Tennistavolo     | Individuale femminile – Classe 8             |
| Oro      | Zhang Bian                                  | Tennistavolo     | Individuale femminile – Classe 5             |
| Oro      | Xue Juan                                    | Tennistavolo     | Individuale femminile – Classe 3             |
| Oro      | Ma Jia                                      | Nuoto            | 50 m stile libero femminili S11              |
| Oro      | Zou Liankang                                | Nuoto            | 50 m dorso maschili S3                       |
| Oro      | Yan Panpan                                  | Powerlifting     | Uomini – Categoria 97 kg                     |
| Oro      | Zhou Xia                                    | Atletica leggera | 200 m donne T35                              |
| Oro      | Lin Yueshan He Zihao                        | Tiro con l'arco  | Arco composto a squadre Open                 |
| Oro      | Wen Xiaoyan                                 | Atletica leggera | Salto in lungo femminile T37                 |
| Oro      | Sun Gang Hu Danliang Li Hao Feng Yanke      | Scherma          | Fioretto a squadre maschile                  |
| Oro      | Zou Lijuan                                  | Atletica leggera | Lancio del giavellotto femminile F34         |
| Oro      | Rong Jing Gu Haiyan Zhou Jingjing Xiao Rong | Scherma          | Fioretto a squadre femminile                 |
| Oro      | Zhao Shuai                                  | Tennistavolo     | Individuale maschile – Classe 8              |
| Oro      | Dong Chao                                   | Tiro             | Uomini R1 – Carabina 10 m SH1                |
| Oro      | Deng Xuemei                                 | Powerlifting     | Donne – Categoria +86 kg                     |
| Oro      | Wang Jingang                                | Nuoto            | 50 m farfalla maschili S6                    |
| Oro      | Jiang Yuyan                                 | Nuoto            | 50 m farfalla femminili S6                   |
| Oro      | Zheng Tao                                   | Nuoto            | 50 m dorso maschili S5                       |
| Oro      | Lu Dong                                     | Nuoto            | 50 m dorso femminili S5                      |
| Oro      | Ma Jia                                      | Nuoto            | 200 m individuali misti femminili SM11       |
| Oro      | Zhang Liangmin                              | Atletica leggera | Lancio del disco femminile F11               |
| Oro      | Zou Lijuan                                  | Atletica leggera | Getto del peso femminile F34                 |
| Oro      | He Zihao                                    | Tiro con l'arco  | Arco composto individuale maschile Open      |
| Oro      | Yang Chao                                   | Tiro             | Uomini P1 – 10 m pistola SH1                 |
| Oro      | Chen Jianxin                                | Ciclismo         | Crono su strada maschile T1–2                |
| Oro      | Zhou Zhaoqing                               | Atletica leggera | 1500 m donne T54                             |
| Oro      | Liu Li                                      | Atletica leggera | Getto del peso maschile F32                  |
| Oro      | Jiang Fenfen                                | Atletica leggera | 400 m donne T37                              |

### Medaglie d'argento
| Medaglia | Nome                                | Sport            | Evento                                       |
| -------- | ----------------------------------- | ---------------- | -------------------------------------------- |
| Argento  | Wang Xiaomei                        | Ciclismo         | Inseguimento individuale femminile C1–3      |
| Argento  | Cui Zhe                             | Powerlifting     | Donne – Categoria 45 kg                      |
| Argento  | Wang Lichao                         | Nuoto            | 100 m stile libero maschili S5               |
| Argento  | Zhang Li                            | Nuoto            | 100 m stile libero femminili S5              |
| Argento  | Rong Jing                           | Scherma          | Spada individuale femminile – Categoria A    |
| Argento  | Xiao Cuijuan                        | Powerlifting     | Donne – Categoria 55 kg                      |
| Argento  | Hua Dongdong                        | Nuoto            | 50 m stile libero maschili S11               |
| Argento  | Wang Lichao                         | Nuoto            | 50 m farfalla maschili S5                    |
| Argento  | Jiang Fenfen                        | Atletica leggera | 200 m donne T37                              |
| Argento  | Tian Jianquan Sun Gang Hu Daoliang  | Scherma          | Spada a squadre maschile                     |
| Argento  | Zhao Yuping                         | Atletica leggera | Lancio del giavellotto femminile F13         |
| Argento  | Li Zhangyu Wu Guoqing Lai Shanzhang | Ciclismo         | Velocità a squadre miste C1-5                |
| Argento  | Liu Daomin                          | Nuoto            | 100 m dorso femminili SB6                    |
| Argento  | Zhou Yanfei                         | Nuoto            | 150 m individuale misti femminili SM4        |
| Argento  | Wang Xinyi                          | Nuoto            | 100 m dorso femminili S11                    |
| Argento  | Xu Haijiao                          | Nuoto            | 200 m individuali misti maschili SM8         |
| Argento  | Hu Daoliang                         | Scherma          | Fioretto individuale maschile – Categoria B  |
| Argento  | Gu Xiaofei                          | Powerlifting     | Uomini – Categoria 80 kg                     |
| Argento  | Zhu Dening                          | Atletica leggera | 100 m uomini T38                             |
| Argento  | Mi Na                               | Atletica leggera | Getto del peso femminile F37                 |
| Argento  | Zhou Jingjing                       | Scherma          | Fioretto individuale femminile – Categoria B |
| Argento  | Cao Ningning                        | Tennistavolo     | Individuale maschile – Classe 5              |
| Argento  | Yang Yue                            | Atletica leggera | Lancio del disco femminile F64               |
| Argento  | Ye Jixiong                          | Powerlifting     | Uomini – Categoria 88 kg                     |
| Argento  | Huang Wenjuan                       | Tennistavolo     | Individuale femminile – Classe 8             |
| Argento  | Xu Lili                             | Powerlifting     | Donne – Categoria 73 kg                      |
| Argento  | Pan Jiamin                          | Tennistavolo     | Individuale femminile – Classe 5             |
| Argento  | Zhou Hongzhuan                      | Atletica leggera | 800 m donne T53                              |
| Argento  | Li Guizhi                           | Nuoto            | 50 m stile libero femminili S11              |
| Argento  | Zhang Cuiping                       | Tiro             | Donne R2 – 10 m carabina SH1                 |
| Argento  | Zheng Feifei                        | Powerlifting     | Donne – Categoria 86 kg                      |
| Argento  | Jia Hongguang                       | Nuoto            | 50 m farfalla maschile S6                    |
| Argento  | Xiong Giuyan                        | Tennistavolo     | Individuale femminile – Classe 9             |
| Argento  | Ruan Jingsong                       | Nuoto            | 50 m dorso maschile S5                       |
| Argento  | Cai Liwen                           | Nuoto            | 200 m individuali misti femminili SM11       |
| Argento  | Sun Bianbian                        | Ciclismo         | Crono su strada femminile H4–5               |
| Argento  | Huang Xing                          | Tiro             | Uomini P1 – 10 m pistola SH1                 |
| Argento  | Liu Cuiqing                         | Atletica leggera | 100 m donne T11                              |

### Medaglie di bronzo
| Medaglia | Nome                    | Sport            | Evento                                       |
| -------- | ----------------------- | ---------------- | -------------------------------------------- |
| Bronzo   | Tian Jianquan           | Scherma          | Sciabola individuale maschile – Categoria A  |
| Bronzo   | Xiao Rong               | Scherma          | Sciabola individuale femminile – Categoria B |
| Bronzo   | Li Zhangyu              | Ciclismo         | Inseguimento individuale maschile C1         |
| Bronzo   | Liang Guihua            | Ciclismo         | Inseguimento individuale maschile C2         |
| Bronzo   | Jia Hongguang           | Nuoto            | 200 m individuali misti maschili SM6         |
| Bronzo   | Hua Dongdong            | Nuoto            | 400 m stile libero maschili S11              |
| Bronzo   | Cai Liwen               | Nuoto            | 400 m stile libero femminili S11             |
| Bronzo   | Yang Guanglong          | Nuoto            | 100 m rana maschili SB8                      |
| Bronzo   | Tian Jianquan           | Scherma          | Spada individuale maschile – Categoria A     |
| Bronzo   | Bian Jing               | Scherma          | Spada individuale femminile – Categoria A    |
| Bronzo   | Qian Wangwei            | Ciclismo         | Crono femminile C1–3                         |
| Bronzo   | Liu Fengqi              | Nuoto            | 100 m dorso maschili S8                      |
| Bronzo   | Yuan Weiyi              | Nuoto            | 50 m farfalla maschili S5                    |
| Bronzo   | Cheng Jiao              | Nuoto            | 50 m farfalla femminili S5                   |
| Bronzo   | Gu Xiaodan              | Tennistavolo     | Individuale femminile – Classe 4             |
| Bronzo   | Zhang Miao              | Tennistavolo     | Individuale femminile – Classe 4             |
| Bronzo   | Zhai Xiang              | Tennistavolo     | Individuale maschile – Classe 3              |
| Bronzo   | Liao Keli               | Tennistavolo     | Individuale maschile – Classe 7              |
| Bronzo   | Peng Weinan             | Tennistavolo     | Individuale maschile – Classe 8              |
| Bronzo   | Wang Yue                | Judo             | Donne – Categoria 63 kg                      |
| Bronzo   | Yang Bozun              | Nuoto            | 100 m dorso maschili S11                     |
| Bronzo   | Li Guizhi               | Nuoto            | 100 m dorso femminili S11                    |
| Bronzo   | Rong Jing               | Scherma          | Fioretto individuale femminile – Categoria A |
| Bronzo   | Yang Guanglong          | Nuoto            | 200 m individuali misti maschili SM8         |
| Bronzo   | Li Junsheng             | Nuoto            | 100 m rana maschili SB5                      |
| Bronzo   | Li Yingli               | Atletica leggera | Getto del peso femminile F37                 |
| Bronzo   | Liu Shuang Jiang Jijian | Canottaggio      | Due di coppia misto                          |
| Bronzo   | Yao Cuan                | Nuoto            | 100 m rana femminili SB4                     |
| Bronzo   | Dai Yunqiang            | Atletica leggera | 400 m uomini T54                             |
| Bronzo   | Wang Lichao             | Nuoto            | 50 m dorso maschili S5                       |
| Bronzo   | Ai Xinliang             | Tiro con l'arco  | Arco composto individuale maschile Open      |
| Bronzo   | Jiang Yuyan             | Nuoto            | 100 m stile libero femminili S7              |